# Лютых
Лютых — хутор в Тимашёвском районе Краснодарского края России.
Входит в состав Дербентского сельского поселения.

## Население
| 2002 | 2010 |
| ---- | ---- |
| 222  | ↘200 |

## Улицы
- ул. Октябрьская[5].